# Embalse de Escales
El embalse de Escales (en catalán: pantà d'Escales) es un embalse sobre el río Noguera Ribagorzana, creado por una presa situada entre los municipios de El Pont de Suert y Sopeira (antiguo término de Santoréns).

## Descripción

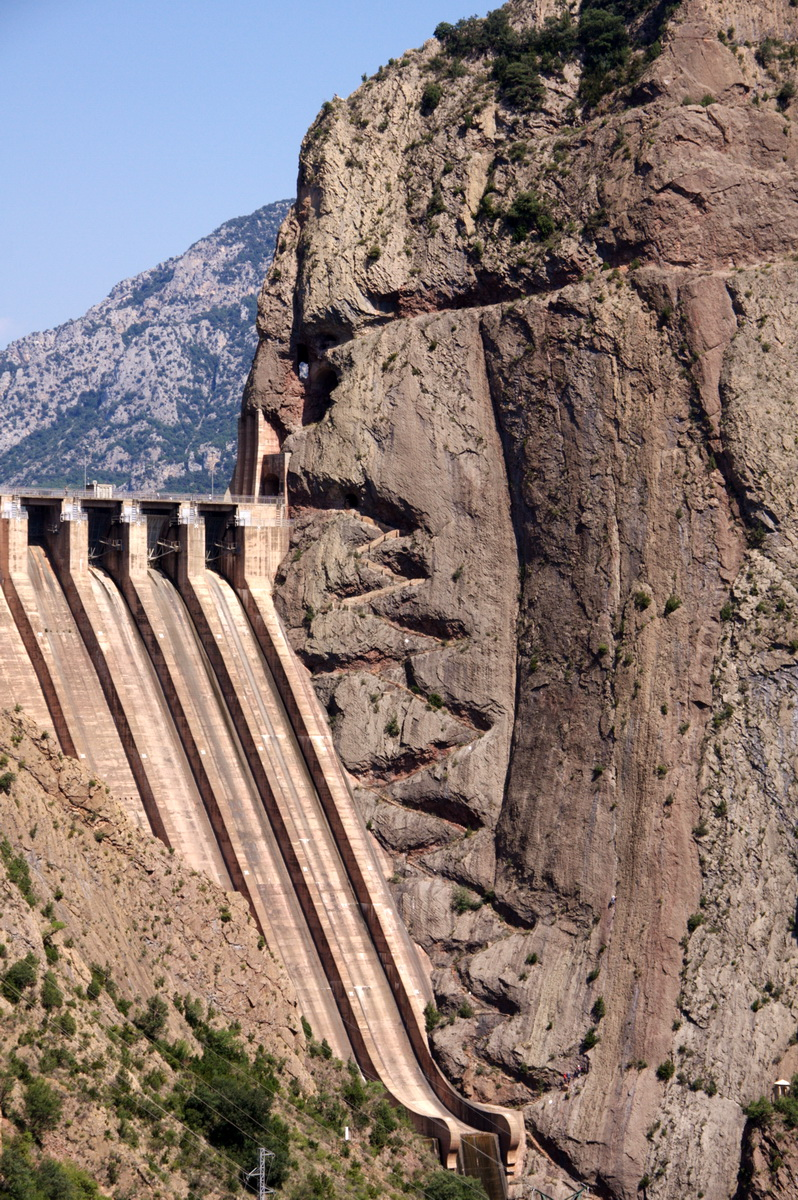
Las escaleras que dan nombre al pantano.

Se extiende por el término de el Pont de Suert, en la comarca Alta Ribagorza respectivamente, en su mitad oriental (de administración catalana), y los de Bonansa y Sopeira, municipios ribagorzanos, en su mitad occidental (de administración aragonesa).
El pantano ha inundado las zonas agrícolas de los pueblos de Casterner de les Olles (Cataluña) y Aulet (Aragón), el antiguo puente de Celles (Pont de Suert) y el monasterio románico de Lavaix.
Construido hasta 1955 para producir energía hidroeléctrica y situado al pie de la carretera N-230 en la entrada del Pont de Suert, es el más grande y emblemático de la comarca. 
Ofrece un agua cristalina y recovecos de roca y agua ideales para practicar todo tipo de deportes náuticos y actividades lúdico-deportivas como la pesca, el esquí acuático y el piragüismo, entre otros.
Tiene una impresionante presa de contención, al lado de la cual hay unas escaleras excavadas en la roca.
En la cola del embalse, al pie de la carretera N-260, en dirección a Puebla de Segur, aparecen de menos en menos las ruinas del monasterio cisterciense de Santa María de Lavaix.